# Nanping, Guangdong
Nanping (kinesiska: 南屏) är en köping i sydöstra Kina. Den ligger i stadsdistriktet Xiangzhou i staden Zhuhai i provinsen Guangdong, omkring 100 kilometer söder om provinshuvudstaden Guangzhou. Antalet invånare är 70 934. Befolkningen består av 32 798 kvinnor och 38 136 män. Barn under 15 år utgör 11,0 %, vuxna 15-64 år 84 %, och äldre över 65 år 3,0 %.